# George Raynor
George S. Raynor (ur. 13 stycznia 1907 w Hoyland, zm. 24 listopada 1985) – angielski piłkarz i trener, grający podczas kariery na pozycji pomocnika.

## Kariera piłkarska
George Raynor rozpoczął karierę w amatorskim zespole Wombwell FC w 1929. W 1930 przeszedł do pierwszoligowego Sheffield United. Kariera w United trwała tylko sezon, podczas którego Raynor wystąpił tylko w jednym meczu ligowym.
W 1932 został zawodnikiem trzecioligowego Mansfield Town, z którego rok później trafił na dwa sezony do występującego w tej samej klasie rozgrywkowej Rotherham United. W 1935 przeszedł do drugoligowego Bury FC. W Bury występował przez 3 kolejne sezony (w sezonie 1936-37 był bliski awansu do angielskiej ekstraklasy). W 1938 przeszedł do trzecioligowego Aldershot. Jego piłkarską karierę zakończył wybuch II wojny światowej.

## Kariera trenerska
W 1943, podczas pobytu w Iraku George Raynor został trenerem ówczesnego amatorskiej quasi-kadry narodowej. Po powrocie do Anglii w 1945 został trenerem rezerw swojego byłego klubu - Aldershot. W 1946 zdecydował się na wyjazd do Szwecji, gdzie został selekcjonerem tamtejszej reprezentacji. W roli selekcjonera reprezentacji Szwecji zadebiutował 7 lipca 1946 w wygranym 7-2 towarzyskim meczu ze Szwajcarią. W 1948 poprowadził Szwecję w igrzyskach olimpijskich. Na turnieju w Londynie Szwecja po pokonaniu Austrii (3-0), Korei Południowej (12-0), Danii (4-2) oraz w finale Jugosławii (3-1) zdobyła złoty medal olimpijski.
W 1949 po pokonaniu w eliminacjach zespołu Irlandii awansowała na mistrzostwa świata. Rok później Szwecja na mundialu w Brazylii po pokonaniu Włoch 3-2, Hiszpanii 3-1, remisie z Paragwajem 2-2 oraz porażkach z Brazylią 1-7 i Urugwajem 2-3, wywalczyła brązowy medal. Reprezentację Szwecji Raynor prowadził do 1953, kiedy to przegrał z Belgią eliminację mistrzostw świata 1954. Podczas prowadzenia reprezentacji Szwecji Raynor trenował drużyny klubowe. W latach 1947–1948 trenował GAIS, 1948-1952 AIK Fotboll, a 1952-1954 Åtvidabergs FF. Z AIK dwukrotnie zdobył Puchar Szwecji w 1949 i 1950.
W 1954 Raynor wyjechał do Włoch, gdzie został dyrektorem sportowym Juventusu. Szybko zrezygnował z tego stanowiska, by zostać trenerem S.S. Lazio. W 1956 na krótko wrócił do Anglii, gdzie prowadził Coventry City. W 1956 po raz drugi został selekcjonerem reprezentacji Szwecji. W 1958 na odbywających się w Szwecji mistrzostwach świata Raynor doprowadził drużynę "Trzech Koron" do największego sukcesu w jej historii - wicemistrzostwa świata. Szwecja okazała się gorsza jedynie w finale, gdzie uległa 2-5 Brazylii.
Po tym sukcesie Raynor opuścił Szwecję, by trenować mały angielski klub Skegness Town. W 1960 powrócił do Szwecji, by trenować Djurgårdens IF. Rok później po raz trzeci został selekcjonerem szwedzkiej kadry. Z reprezentacją pożegnał się 12 listopada 1961 w przegranym 1-2 barażu mistrzostw świata ze Szwajcarią. Ogółem prowadził drużynę "Trzech Koron" w 99 meczach.
Z ławką trenerską pożegnał się w Doncaster Rovers w 1968.